# Polycyathus
Polycyathus is een geslacht van neteldieren uit de klasse van de Anthozoa (bloemdieren).

## Soorten
- Polycyathus andamanensis Alcock, 1893
- Polycyathus atlanticus Duncan, 1876
- Polycyathus chaishanensis Lin, Kitahara, Tachikawa, Keshavmurthy & Chen, 2012
- Polycyathus difficilis Duncan, 1889
- Polycyathus fulvus Wijsman-Best, 1970
- Polycyathus furanaensis Verheij & Best, 1987
- Polycyathus fuscomarginatus (Klunzinger, 1879)
- Polycyathus hodgsoni Verheij & Best, 1987
- Polycyathus hondaensis (Durham & Barnard, 1952)
- Polycyathus isabela Wells, 1982
- Polycyathus marigondoni Verheij & Best, 1987
- Polycyathus mayae Cairns, 2000
- Polycyathus muellerae (Abel, 1959)
- Polycyathus norfolkensis Cairns, 1995
- Polycyathus octuplus Cairns, 1999
- Polycyathus palifera (Verrill, 1869)
- Polycyathus persicus (Duncan, 1876)
- Polycyathus senegalensis Chevalier, 1966
- Polycyathus verrilli Duncan, 1889